# Wolsugeumhwamokto
Wolsugeumhwamokto (월수금화목토?, 月水金火木土?; lett. "Lun Mer Ven Mar Gio Sab"), anche nota con il titolo internazionale Love in Contract, è una serie televisiva sudcoreana trasmessa su tvN dal 21 settembre al 10 novembre 2022.

## Trama
Da tredici anni Choi Sang-eun lavora come "aiutante di single", fingendosi la moglie di uomini celibi che hanno bisogno di una compagna per partecipare ad eventi e riunioni tra coppie. Il lunedì, il mercoledì e il venerdì il suo cliente è il misterioso Jung Ji-ho, con cui ha un accordo da molto tempo, mentre il martedì, il giovedì e il sabato lavora per Kang Hae-jin, una ricca superstar che ha recentemente iniziato ad aver bisogno dei servizi di Sang-eun.

## Personaggi e interpreti
- Cho Sang-eun, interpretata da Park Min-young
- Jung Ji-ho, interpretato da Go Kyung-pyo
- Kang Hae-jin, interpretato da Kim Jae-young

## Produzione
Le riprese si sono svolte da maggio a ottobre 2022.

## Accoglienza
La serie ha ricevuto molta attenzione prima della messa in onda per la presenza di Park Min-young, considerata la "regina delle commedie romantiche", e per la trama che ruota attorno ai "matrimoni a contratto", ma ha avuto risultati sotto le aspettative, iniziando con uno share medio nazionale del 4% e registrando ogni settimana il 2-3%. Gli ascolti bassi sono stati attribuiti alla storia a volte confusa e difficile da capire, così come alla notizia, uscita a fine settembre, che Park aveva avuto una relazione con un imprenditore coinvolto in una frode sulle criptovalute.